# 에너미 라인스
《에너미 라인스》(Behind Enemy Lines)는 2001년 공개된 미국의 전쟁 액션 영화이다.

## 출연

### 주연
- 오웬 윌슨
- 진 핵크만

### 조연
- 가브리엘 막트
- 조아큄 드 알메이다
- 데이빗 키스
- 오렉 크루파
- 블라디미르 마쉬코프
- 찰스 맬릭 휘트필드

## 기타
- 공동제작: 알렉스 브럼
- 미술: 나단 크로리
- 의상: 조지 L. 리틀
- 배역: 에이드 벨라스코
- 배역: 쉘리아 트레지스